# Sippenauer Moor
Sippenauer Moor este o arie protejată (arie specială de conservare — SAC, sit de importanță comunitară — SCI) din Germania întinsă pe o suprafață de 17,23 ha, integral pe uscat.

## Localizare
Centrul sitului Sippenauer Moor este situat la coordonatele 48°52′14″N 11°57′14″E / 48.8706°N 11.9539°E.

## Înființare
Situl Sippenauer Moor a fost declarat sit de importanță comunitară în martie 2001 pentru a proteja 2 specii de plante. Situl a fost protejat și ca arie specială de conservare în aprilie 2016.

## Biodiversitate
Situată în ecoregiunea continentală, aria protejată conține 5 habitate naturale: Ape puternic oligomezotrofe cu vegetație bentonică cu Chara spp., Pajiști cu Molinia pe soluri calcaroase, turboase sau argilos-nămoloase (Molinion caeruleae), Fânețe de joasă altitudine (Alopecurus pratensis, Sanguisorba officinalis), Mlaștini alcaline, Păduri aluvionare cu Alnus glutinosa și Fraxinus excelsior (Alno-Padion, Alnion incanae, Salicion albae).
La baza desemnării sitului se află mai multe specii protejate de  plante (2): Apium repens, moșișoare (Liparis loeselii).